# Mainosa longipes
Mainosa longipes là một loài nhện trong họ Lycosidae. Chúng được Ludwig Carl Christian Koch miêu tả năm 1878, thường xuất hiện ở Úc.